# Clos-Chassaing
Pour les articles homonymes, voir Chassaing.
Clos-Chassaing est un quartier du centre-ville de Périgueux, dans le département de la Dordogne, en région Nouvelle-Aquitaine. Ce quartier est desservi par la ligne K1 de Péribus, le réseau d'autobus de la ville.

## Enseignement
Le quartier possède trois établissements scolaires :
- le collège Clos-Chassaing ;
- l'école primaire Clos-Chassaing ;
- la maternelle Clos-Chassaing.